# Ottenstein (Niedersachsen)
Ottenstein ist ein Flecken im Landkreis Holzminden in Niedersachsen (Deutschland).

## Geografie

### Geografische Lage
Ottenstein liegt auf der Ottensteiner Hochfläche über dem Wesertal zwischen dem Naturpark Solling und dem Naturpark Weserbergland. Die Gemeinde gehört der Samtgemeinde Bodenwerder-Polle an, die ihren Verwaltungssitz in der Stadt Bodenwerder hat.

### Gemeindegliederung
Für die Gemeinde sind drei Ortsteile ausgewiesen:
- Glesse
- Lichtenhagen
- Sievershagen

## Geschichte

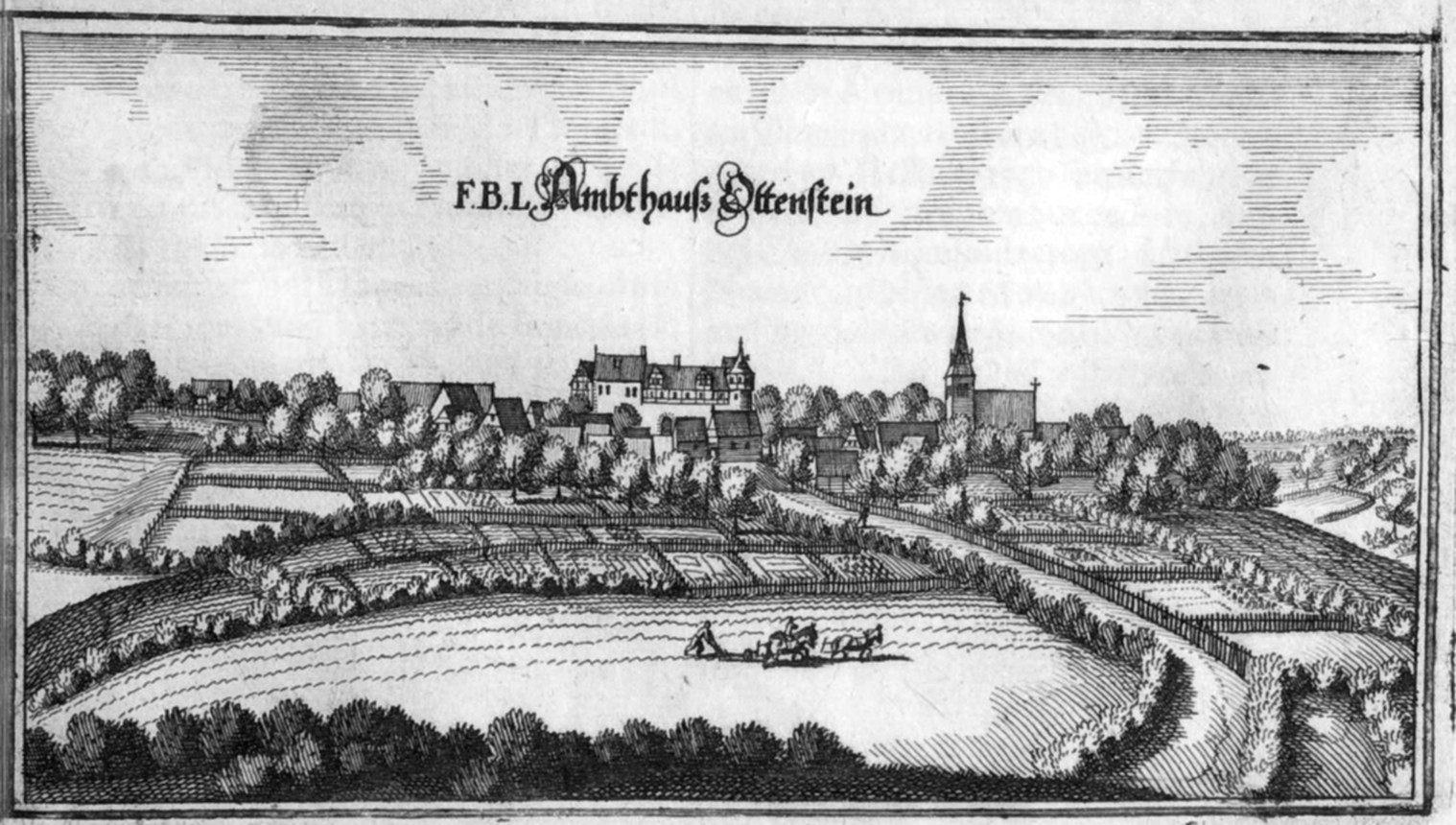
Ottenstein in der Topographia Germaniae des Matthäus Merian

Die Burg Ottenstein und der Flecken wurden 1182 erstmals urkundlich erwähnt; gegründet wurden sie offenbar von Otto VIII. von Everstein. Im Schutze der Burg begann der Zuzug und auch die planmäßige Umsiedlung aus den Dörfern Hattensen und Bergfelde. 1701 unter Hilmar von Mansberg erfolgte der Abriss der Burg und der Aufbau eines Fachwerkhauses, das bis 1929 als Amtsgericht genutzt wurde. Im September 1976 wurde auch dieses Haus abgerissen und ein Bungalow über die Kellergewölbe gebaut.
Im Frühjahr 1571 brannte die alte Marienkirche und wurde völlig zerstört. Von 1601 bis 1610 wurde eine neue Liebfrauenkirche (Pfarrkirche Unserer Lieben Frau) errichtet. Im Jahre 1662 verfügte der Flecken über sechs Jahrmärkte. 1791 soll in der Kapelle von Hattensen (heute als Friedhofskapelle von Ottenstein genutzt) die heimliche, später annullierte Trauung von Caroline von Linsingen mit Prinz William von Großbritannien und Irland stattgefunden haben. Im Jahre 1910 wurde am Dorfteich ein Gedenkstein errichtet und eine Straße nach dem im Ort geborenen Major Georg Ludwig Korfes benannt.
Im Jahre 1996 lebten 1401 Einwohner in der Gemeinde. Im Jahr 2001 erhielt Ottenstein auf Bundesebene die Goldmedaille im Wettbewerb Unser Dorf soll schöner werden – Unser Dorf hat Zukunft. Bis Ende 2010 war Ottenstein staatlich anerkannter Erholungsort.

### Religionen
- Evangelisch-lutherische Kirchengemeinde Ottenstein

### Eingemeindungen
Am 1. Januar 1973 wurden die Gemeinden Glesse und Lichtenhagen eingegliedert.

## Politik

### Gemeinderat
Der Gemeinderat, der den Flecken Ottenstein vertritt, setzt sich aus elf Mitgliedern zusammen. Bei der Kommunalwahl 2021 ergab sich folgende Sitzverteilung:
| Gemeinderat 2021Insgesamt 11 Sitze - SPD: 2 - parteilos: 2 - CDU: 7 |

(Aufgrund seines Stimmenanteils stünden dem Einzelkandidaten Heiko Dehn zwei Sitze im Rat zu.)

### Bürgermeisterin
Diana Lönnecker (CDU)

### Wappen
Blasonierung: „In Rot eine silberne Kapelle mit Spitzturm in Seitenansicht, hinterlegt mit einem aufrechten goldenen Zweig mit goldenen Blättern und silbernen Früchten“. Im 15. Jahrhundert entwickelte sich die Siedlung, die um die frühere Burg Ottenstein angelegt wurde, zum Amtssitz und Flecken im 15. Jahrhundert. Das Wappen zeigt Friedhofskapelle des einstigen Kirchspiels des Amtes an, zugleich war sie bis 1601 Pfarrkirche des zwischenzeitlich 1406 zerstörten Bergdorfes Hattensen. Sie ist durch ihren romanischen Gewölbebau kunstgeschichtlich bedeutsam. Durch den belaubten Zweig werden heraldisch die alten Kirschplantagen der Gemeinde versinnbildlicht, die Farben Rot und Gold nehmen Anlehnung auf das Löwenwappen der Welfen. Das Wappen Ottensteins wurde 1962 genehmigt.

## Wirtschaft und Infrastruktur
Ottenstein hat angesichts der wenig verkehrsgünstigen Lage, der geringen Bevölkerungsdichte, der Wegzüge und der Überalterung ein demografisches Problem. Dem wurde u. a. in einer einmaligen Aktion durch das Verschenken von Bauland (insgesamt ein Hektar) entgegengewirkt.
Verkehr:
Ottenstein ist über die Landstraße 428 mit der Bundesstraße 83, die von Holzminden nach Hameln führt, verbunden.

## Sehenswürdigkeiten

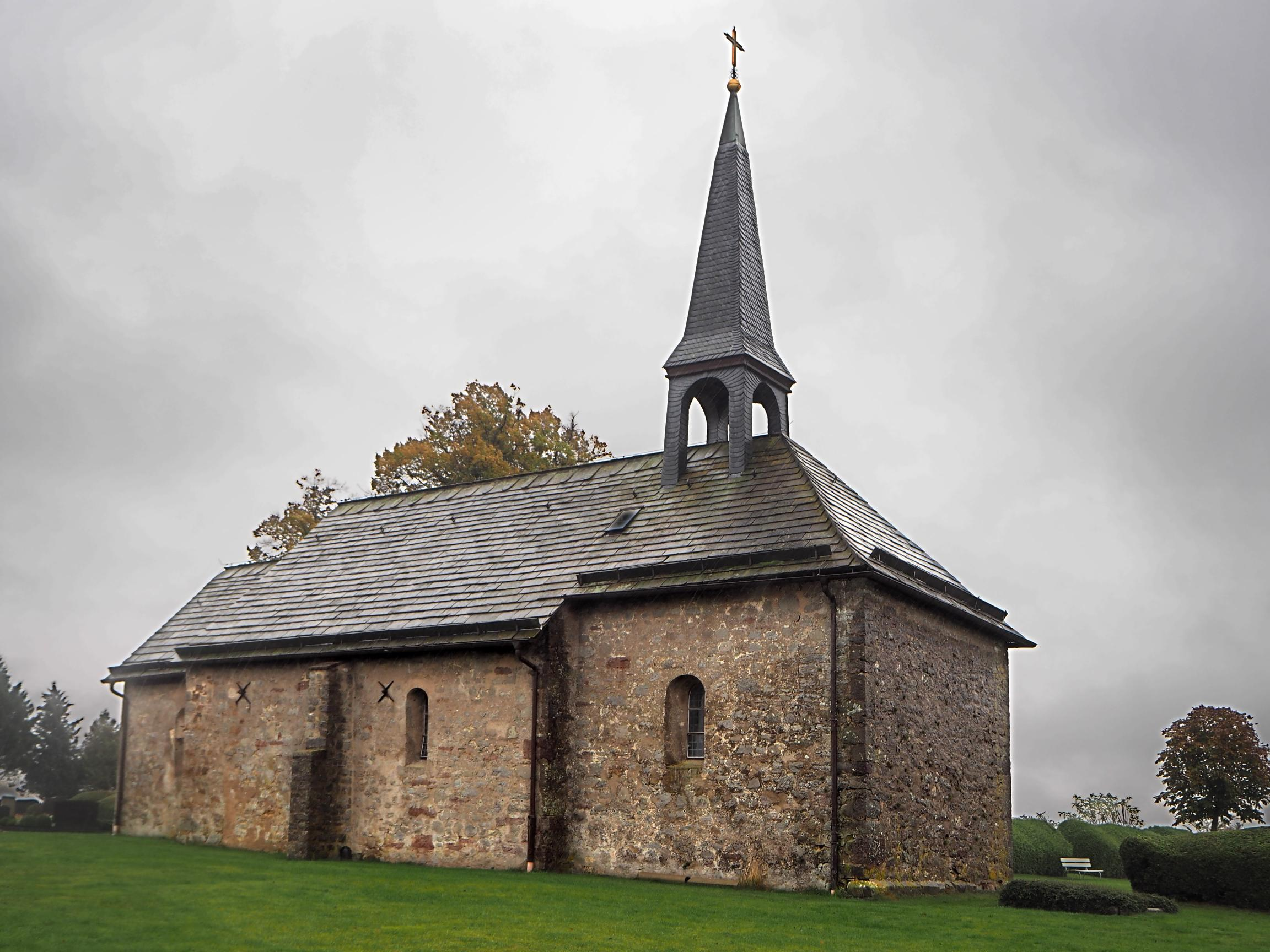
Hattenser Kirche

- Liebfrauenkirche in Ottenstein aus dem frühen 17. Jahrhundert[8]
- Jüdischer Friedhof mit 24 Grabsteinen
- Hattenser Kirche, nördlich von Ottenstein
- "Major Korfes Haus", nordwestlich gelegen
- Korfes-Denkmal, zentral gelegen

## Persönlichkeiten

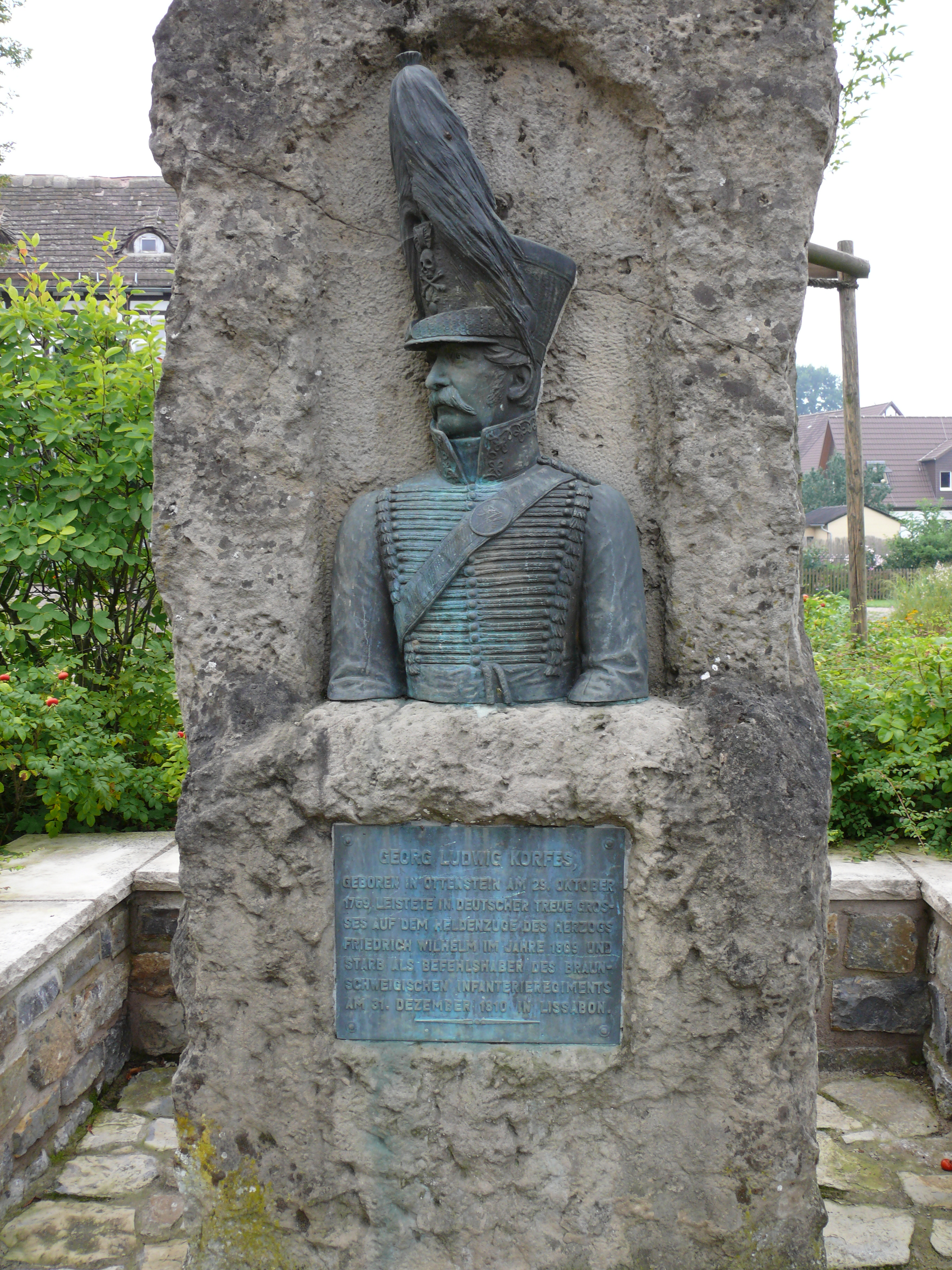
Korfes-Denkmal

- Georg Ludwig Korfes (1769–1810), braunschweigischer Major und Artillerieoffizier
- Michael Weiner (* 1969), deutscher Fußballschiedsrichter
- Ramon Guerrero Vazquez (* 2009), deutscher Entertainer und Musiker